# Störningen (bok)
Störningen: ADHD, pillren och det stressade samhället är en reportagebok från 2019 skriven av Katarina Bjärvall utgiven på Ordfront förlag. Boken kretsar kring den stora ökningen av ADHD-diagnoser och dess koppling till förändringar i samhället samt vinstintressen i läkemedelsindustrin och de privata psykiatriska utredningsbolagen.

## Innehåll
Boken redogör för ADHD-diagnosens utveckling sedan införandet av skolplikten till den senare årens ADHD-epidemi där antalet diagnoser sjufaldigats på tio år. Med utgångspunkt från bland annat forskning som visar att barn födda senare på året löper större risk för att diagnostiseras med ADHD än barn födda tidigare på året, ifrågasätter Bjärvall att diagnosens ökning har en rent klinisk förklaring. Istället menar Bjärvall att i takt med att samhället lägger ett större fokus på koncentrerat arbete har ett självförstärkande system kring ADHD byggts upp för att hantera de som inte hänger med. Föräldrar till barn som inte passar in i skolan får en enkel förklaring på barnens problem med medicinering som lösning. Lärarna slipper stökiga elever, skolorna får extra resurser och psykiatriska mottagningar kan visa upp snabba resultat.

## Kritik
Boken vann 2019 års Guldspaden för bästa grävande journalistik i bokformat för sin nyanserade skärskådning av den växande ADHD-epidemin.
I en recension i Respons lyftes den noggranna genomgången av diagnosens kontroversiella historia, samt den väl valda balansen mellan kritik på individ- och samhällsnivå, upp som bokens starka sidor. Recensenten efterfrågade dock en mer  socialkonstruktivisk synvinkel där diagnosen borde betraktas mer som sin tids tillsvidarelösning för att hantera de individer som inte passar in på samtidens krav.
Boken fick även beröm i en recession av Lars Linder i Dagens Nyheter för dess kritik av ekosystemet kring ADHD-diagnosen och hur de som inte passar in i samhället tvingas till medicinering.

## Kulturdebatt
Boken gav upphov till en kulturdebatt i Svenska Dagbladet. Med utgångspunkt i bokens tes om att en stor del av överdiagnostiseringen förklaras med ökade krav från samhället och vidgade diagnoskriterier, argumenterade professorn och författaren Fredrik Svenaeus att snävare diagnoskriterier i kombination med mer återhållsamma digitala vanor var en bättre lösning än den medicineringstrend som råder. Debattinlägget besvarades av Kjell Häglund som menade att de senaste årens ökning av diagnoser var i linje med de flertal vetenskapliga uppskattningar av diagnosens verkliga spridning. Han vände sig också emot misstänkliggörandet av läkemedelsindustrin genom att påpeka att liknande trender finns inom andra diagnoser så som autism, där medicinering till stor del saknas, och genom att lyfta upp de positiva effekterna av medicinerings som uppmärksammats inom kriminalvården som inte återgivits i boken.
Häglund besvarades i sin tur av Katarina Bjärvall som tydliggjorde att medicinernas positiva inverkan inom kriminalvården inte stod i motsats till bokens tes. Bjärvall menar att det är positivt att de med svåra fall av ADHD får den medicinering de behöver för att fungera i samhället, men att det nu pågår en överdiagnostisering. Detta kännetecknas av studier som visar på att föräldrar inte har noterat någon ökning av ADHD-symptom samtidigt som diagnosen ökat, att barn födda i december löper en högre risk för ADHD som troligen förklaras med skolmognad snarare än ökade neuropsykiatrisk funktionsnedsättningar samt att vissa kommuner diagnostiserar långt fler barn än vad de vetenskapliga studierna uppskattar att det finns. Slutligen försvarar Bjärvall också sin kritik mot läkemedelsindustrin och menar att hon i boken kartlagt de tydliga kopplingarna och att det är välbelagt att sponsrad forskning är mer benägna att ta fram resultat till fördel för medicinerna.